# Стомиоподобни
Стомиоподобните (Stomiiformes) са разред животни от клас Актиноптери (Actinopteri).
Таксонът е описан за пръв път от Чарлз Тейт Риган през 1909 година.

## Семейства
Подразред Gonostomatoidei
- Gonostomatidae – Гоностомови
- Sternoptychidae – Заострени риби

Подразред Stomioidei
- Phosichthyidae
- Stomiidae – Стомиеви